# 1999 a légi közlekedésben
Ez a lista az 1999-es év légi közlekedéssel kapcsolatos eseményeit tartalmazza.

## Események

### Január
- január – A 10. V–22 Osprey elvégezte a típus második tengerészeti tesztsorozatát (Sea Trial) a USS Saipan fedélzetén.
- január 21., Bluefields repülőtér közelében. A Nicaraguai Légierő Antonov An-26 típusú repülőgépe leszállás közben túl alacsony szögben közelítette meg a leszállópályát és egy fának ütközött. A balesetben a gépen tartózkodó 28 fő vesztette életét.[1]

### Március
- március 27. – A koszovói konfliktus során egy SZ–125 Nyeva–M légvédelmi rakétával Dani Zoltán,[2][3] a Jugoszláv Hadsereg 250. rakétadandárjának 3. zászlóaljának századosa lelövi a 82-806-os számú F–117 Nighthawk-ot. Ennek a géptípusnak ez az egyetlen, bevetés során elszenvedett vesztesége. A pilóta sikeresen katapultált és később amerikai mentőegységek kimentették.
- március 31. – Az ENSZ egyik élelmezési programjában részt vevő ATR 42-es típusú teherszállító repülőgépe hegyoldalnak csapódott a szerbiai Slakovce település közelében. (A gépen 21 utas és 3 fő személyzet tartózkodott, akik mindannyian életüket vesztették a balesetben. A holttesteket a KFOR békefenntartó katonái találták meg.)[4]

### Április
- április – Az egyik Osprey teheremelési próbát végzett, egy 155 mm-es M777 típusú vontatott tarackot szállított el külső függesztményként.

### Május
- május 27. – Leszállították az első négy, alacsony intenzitással gyártott sorozatpéldányát a V–22 Osprey-nek.

### Június
- június 1. – Az American Airlines 1420-as járata a nagy viharban túlfut a Little Rock-i leszállópályán és balesetet szenved. A halálos áldozatok száma 11.[5]

### Augusztus
- augusztus 31. - A LAPA légitársaság 3142-es járata felszállás közben túlfutott a kifutópályán és lezuhant Buenos Aires-ben. A balesetben 65 ember vesztette életét és további 34-en megsérültek.[6]

### December
- december 22. – Lezuhan a Korean Air Cargo 8509-es járatának Boeing 747-2B5F típusú teherszállító repülőgépe a londoni Stansted repülőtér közelében röviddel a felszállás után. (A baleset során a négyfős személyzet  életét veszti.)

## Első felszállások

### Február
- február 8. – Tu–334